# 德戈湖
55°33′57″N 31°46′10″E / 55.56583°N 31.76944°E
德戈湖（俄语：Дго），是俄羅斯的湖泊，位於該國西部斯摩棱斯克州，長4.3公里、寬0.8公里，面積2.34平方公里，海拔高度196.5米，集水區面積14平方公里，最大水深15米。